# Верхний Кукут
Верхний Кукут — деревня в Эхирит-Булагатском районе Иркутской области России. Входит в состав Харатского муниципального образования. Находится примерно в 22 км к востоку от районного центра.

## Население
| 2002 | 2010 | 2011 | 2012 |
| ---- | ---- | ---- | ---- |
| 324  | ↘280 | ↘279 | ↘274 |

По данным Всероссийской переписи, в 2010 году в деревне проживало 280 человек (137 мужчин и 143 женщины).